# アルスフの戦い
アルスフの戦い (英: Battle of Arsuf ) とは、1191年9月7日に勃発した第3回十字軍における戦闘の1つである。この戦いではイングランド王リチャード1世率いる十字軍とサラディン率いるアイユーブ朝軍が戦った。そしてリチャード1世がサラディンを撃破し、サラディンは多くの兵を失って敗走した。
1191年7月12日、十字軍は港町アッコを占領した。リチャードはエルサレムを奪還するためには要衝ヤッファの占領が不可欠であると考え、アッコ占領後、ヤッファを包囲するために南進を開始した。サラディンはこの十字軍の南進を妨害するため、アッコとヤッファの間に位置する沿岸部の町 アルスフ郊外に陣を張り、リチャード1世の到来を待ち構えた。そして十字軍に対して何度も襲撃を繰り返し、隊列を崩そうと試みた。しかし、リチャード率いる十字軍の隊列は堅く、サラディンは隊列を崩すことができなかった。小規模な襲撃では十字軍の隊列を崩すことができないと察知したサラディンは、十字軍が開けた平野を通過する際、全軍をもって十字軍に一斉攻撃を仕掛けた。十字軍は防御体制を保ったまま進軍を続け、リチャードは反撃に最適な機会が来るまでサラディン軍に反撃することなく、十字軍はただひたすら耐え続けた。しかし、サラディンの執拗な攻撃に耐えかねたホスピタル騎士団がアイユーブ軍に対して独断で反撃を敢行した。十字軍の一隊が反撃を開始したことで、戦況的にリチャード1世は全軍に反撃を命じざるを得ない状況に置かれ、ついに十字軍はサラディンに対して一斉に反撃した。十字軍はサラディン軍を粉砕した。リチャードは配下の騎馬隊に対して、敗走するサラディン軍への執拗な追撃を止めるよう下知して再結集させ、そのままアルスフの砦へと入城した。結果、十字軍は大勝利を掴み取った。
アルスフでの戦勝で、十字軍はヤッファを含むパレスチナ沿岸部の中央地域の支配権確立に繋がった。

## 概要
1191年7月にアッコンを占領したリチャードは、その後険悪になったフランス王フィリップ2世が帰国したことで、エルサレムの再奪回を阻止しようとするサラーフッディーンと単独で対決することとなった。エルサレムを攻撃するためにはまず地中海沿岸の港町ヤッファを奪取しなければならなかったリチャードは、1191年8月アッコンを出発して海岸沿いに南進を開始した。
9月7日にこれをヤッファの北、アルスフで迎え撃ったサラーフッディーンは、十字軍の騎士を誘い出すためにまず軽騎兵による突撃を繰り返した。十字軍側は前衛をテンプル騎士団が、後衛をホスピタル騎士団が固めていた。リチャードは騎士による反撃をできるだけ遅らせ、イングランドのクロスボウ隊による撃退を試みたが、この間ホスピタル騎士団はイスラム勢の弓騎兵により大きな損害を被った。ホスピタル騎士団の騎士たちはもはや反撃の命令を待つことができず、サラーフッディーンの右翼に突撃した。これを見たリチャードはすぐさま後に続き、テンプル騎士団も敵の左翼に突撃した。不意を打たれたイスラム勢は打ち破られ、サラーフッディーンは退却を余儀なくされた。
9月10日、リチャードはヤッファを占領し、エルサレム攻撃のための準備を開始した。1192年にはヤッファ奪回のために襲来したサラーフッディーンの撃退に成功したが、守りの固められたエルサレムの奪回は最後まで実現できなかった。

## 前章: アッコからの南進

アルスフの戦いの経過図
紫の矢印 : 十字軍の進軍経路
緑の矢印 : サラディンの進軍経路

1191年、十字軍はアッコを征服した。リチャード1世はこの時、エルサレムの征服のためにはヤッファ港の攻略が必要不可欠であると認識していたため、1191年8月、アッコを出陣し、ヤッファに向けて進軍を開始した。一方サラディンは、十字軍のエルサレム侵攻を妨害するため自軍を結集し、十字軍の進撃を食い止めようとしていた。リチャードは進軍の際、細心の注意を払って自軍を統制して進軍していた。十字軍はアッコ征服の際にサラディン配下のエジプト艦隊の大半を捕らえていたため、海側から攻撃を受ける心配がなかった。それゆえ十字軍は、天然の防壁となっていた地中海を右手に見ながら、海岸沿いを南進するルートをとった。
ヒッティーンでの教訓をもとに、リチャード1世は飲料水調達の重要さと熱中症の危険性を十分理解していた。それゆえ彼は、時間がどれほど長引こうとも比較的遅い進軍速度を保ったまま南進した。彼の率いる十字軍は比較的涼しい朝方のみ進軍し、気温が高くなる日中のほとんどは水源の近くで休息をとった。十字軍艦隊はリチャード1世の率いる本隊に沿って沿岸沿いを南進し、補給物資を本隊に調達したり負傷兵の避難所としての役割を果たすなどした。また進軍中にムスリム軍に襲撃されたりヒット・アンド・ラン戦法による攻撃を受ける可能性を考慮して、リチャード1世は縦隊を組んだ上でしっかりとした布陣を取ったまま進軍した。この縦隊は12隊の騎馬縦隊から構成されており、各隊はそれぞれ100騎の騎士で構成されていた。この騎士による縦隊の左側面（内陸側）には歩兵が隊列を組んでおり、騎馬隊を敵の騎馬弓兵による急襲から防御していた。進軍する騎馬隊の左側面を守る歩兵戦列の中でも最も外側に列を組んでいたのは、クロスボウを装備したアーバレストという部隊であった。そして騎馬隊の海側には兵站部隊を配置し、またサラディンの絶えず続く襲撃に疲弊した歩兵部隊の休息もこの場で行われた。リチャードはこのように歩兵部隊をローテーションさせることで、疲弊した部隊を海側に、比較的新鮮な部隊を内陸側に常に配置することで、全軍の防御力を高めていたのだ。
サラディン軍の弓騎兵から絶えず受ける挑発や散発的な戦闘に苦しめられていたにもかかわらず、リチャードの軍事的指揮能力のおかげで十字軍は規律を維持していた。当時現地に居合わせていたムスリムの年代記編者 ベハ・アッディーンは当時の十字軍の進軍の様子を以下のように表現している。
"The Moslems discharged arrows at them from all sides to annoy them, and force them to charge: but in this they were unsuccessful. These men exercised wonderful self-control; they went on their way without any hurry, whilst their ships followed their line of march along the coast, and in this manner they reached their halting-place."
ベハ・アッディーンは十字軍が装備するクロスボウとサラディン軍が装備する弓の性能の違いについても記述している。彼は進軍するフランク人の歩兵には、武装した背中に1本から10本の矢が刺さったままの兵士を目視したというが、彼らのうち誰も痛みを感じている様子はなかったという。それに対して十字軍が放ったクロスボウの矢はムスリム軍の軍馬・騎兵共に撃ち倒していたという。このことから弓とクロスボウの性能に大きな差があったことが読み取れる。

## サラディンの戦術

1190年の中東の情勢。

十字軍の兵士たちの進軍速度は、兵站部隊と歩兵の進軍速度に合わせられていた。それに対してサラディン率いるアイユーブ軍は大半が騎馬隊であったため、ムスリムは機動力という点で優位であった。ムスリムは田畑を焼き払うなどして十字軍の食料調達を拒もうと試みたものの、十字軍は上述の通り艦隊を用いた海上からの物資調達を行っていたため、大した効果を発揮しなかった。8月25日、十字軍の殿が隘路に差し掛かった際、サラディンの攻撃を受け本隊から切り離されそうになった。しかし十字軍は迅速に殿のもとに駆けつけたため、ムスリム軍は撤退に追い込まれた。8月26日から29日にかけて、十字軍はムスリムからの攻撃から一時的に解放された。十字軍がカラメル山のふもとに差し掛かった際、サラディン軍は十字軍の側から離れ、近道をして前方のカエサリアに向かって行ったからである。近道を進軍したサラディンは十字軍よりも先にカエサリア近郊に着陣した。十字軍はまだ離れたところを進軍していた。その後サラディンは8月30日から9月7日にかけて、進軍する十字軍のそばを進み続け、彼らを攻撃できる機会が訪れるのをしぶとく待ち続けた。
9月上旬、サラディンは小規模な襲撃を続けるだけでは十字軍の進撃を止められないことを理解した。十字軍を食い止めるためには彼は全軍を率いた総攻撃を敢行する必要があった。そんな中、サラディンに好機が訪れた。十字軍は進軍経路上、パレスチナに存在する数少ない森林地帯を通過しなければならなかったのだ。この森はアルスフの森と呼ばれており、地中海沿岸沿いに20キロ以上も続く長い森林地帯であった。この森林地帯のおかげで、サラディンは自身の大軍を十字軍から隠すことができ、彼らに対して大規模な急襲を敢行することが可能となったのだ。
十字軍はそのまま進軍し、アルスフの森に入った。そして半分ほど過ぎたところでちょっとしたゴタゴタが起き、9月6日には森の中で陣を張って休息を取った。彼らは湿地帯に守られたポレグ川河口のRochetailléeと呼ばれる中洲に陣を張った。十字軍はその野営からアルスフにある廃墟と化した砦に向かうまで約10キロほど南進する必要があった。そして途中で森林は内陸部へと後退し、海岸線と森林地帯の間に1.5~3キロほどの細長い平地が現れる場所が存在した。サラディンはこの細長い平地を決戦の場にしようと考えていた。そして彼は十字軍の長い隊列に対して散兵を用いた小規模な襲撃を繰り返しつつ、ムスリムの本隊を背後に待機させた。彼の作戦は、「十字軍の後方部隊の進軍を許しつつ、頻繁に攻撃を受ける十字軍後方部隊と十字軍前方部隊との間に致命的な裂け目を生じさせた上で、背後に待機させた本隊を動員して分裂した2つの十字軍部隊を各個撃破する」といった計画であったと考えられている。

## 決戦

### 両軍の規模の推定
第3回十字軍についての当時の散文詩 『リチャード王の旅路』 の記述によると、サラディン軍は十字軍の約3倍ほどの軍勢であったという。しかしその文献には、リチャード軍が100,000、サラディン軍が300,000という非現実的で誇張された数字が書かれている。現代の推定によれば、サラディン軍はおよそ25,000だったとされ、そのうちの大半が弓騎兵・軽騎兵でそれに加えて少数の重装騎兵が参戦していたという。第3回十字軍に参加した3人の国王の率いていた軍勢やエルサレム王国の有した軍勢の規模から鑑みるに、歴史家のMcLynnはアルスフの戦いに参戦した十字軍はおよそ20,000であったと主張する。その内訳は、リチャードが母国より引き連れてきた軍勢が9,000、フランス王フィリップ2世（この頃には既に帰国していた）が聖地に残したフランス軍7,000、十字軍諸国からの軍勢が2,000、そしてその他の地域（デンマーク・フリジア・ジェノヴァ・ピサ・トルコ人傭兵）の軍勢が2,000である。オーストラリア人歴史家のエイドリアン・J・ボアズの注釈によれば、この計算には戦闘が起きるまでの損失や脱走兵が考慮されていないものの、十字軍の軍勢が10,000人かそれ以上の規模であった可能性は十分考えられるとしている。『The Cambridge Illustrated Atlas of Warfare』 という1996年刊行の歴史文献にには、リチャード1世の軍勢は10,000の歩兵（槍兵やクロスボウ兵を含む）と1,200の騎兵で構成されており、対するサラディン軍はその2倍ほどの軍勢であったとされ、サラディン軍の大半は騎馬隊であったと記されている。

### 戦闘順序と展開

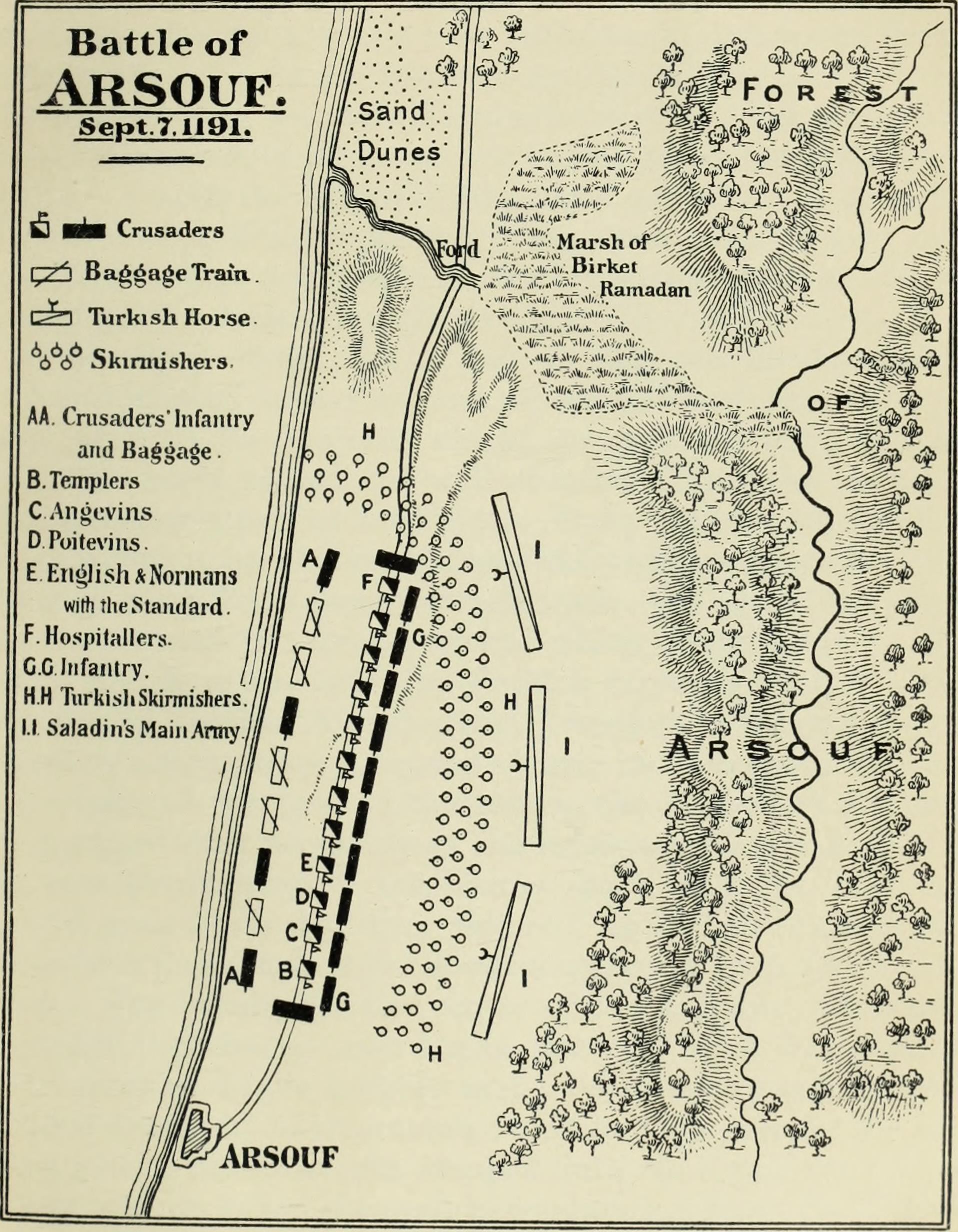
アルスフの戦いの戦闘経過図
Aマーク:十字軍の歩兵・兵站部隊
Bマーク:テンプル騎士団
Cマーク:アンジュー部隊
Dマーク:ポワトゥー部隊
Eマーク:イングランド・ノルマン部隊（軍旗）
Fマーク:ホスピタル騎士団
Gマーク:歩兵
Hマーク:トルコ人散兵部隊
Iマーク:サラディン本隊

9月7日の夜明け頃、サラディン軍の斥候が十字軍の隊列の全方位に存在することを目視したリチャードは、サラディンが先方の森林地帯に潜んでいることをそれとなく察知した。リチャード王はムスリム軍の急襲に備えて、自軍の隊列・配置に特に腐心した。十字軍の長い隊列の内、非常に危険とされていた前方部隊と後方部隊は騎士団が担った。騎士団員は聖地で豊富な戦闘経験を積んでおり、最も鍛錬されていた戦士であることは言うまでもない。またこれらの前方・後方部隊は、サラディンが率いているムスリム軍の主力をなす騎射部隊と似たような戦い方を得意とするトルコ人騎馬傭兵を唯一備えていたとされる。
十字軍の前方部隊はロベール・ド・サブレ総長率いるテンプル騎士団で構成されていた。そして後にはリチャード王配下のアンジュー人やブルターニュ人、そして名ばかりのエルサレム王ギー・ド・リュジニャンを含むポワティエ人の部隊が続き、その後はイングランド・ノルマン部隊が続いた。このイングランド・ノルマン部隊はカロッキオと呼ばれる巨大な祭壇に掲げられた大きな軍旗を有していた。十字軍の中央部隊はフランス人やフラマン人、十字軍国家の軍勢に加えその他のヨーロッパ諸国からの軍勢で構成されていた。十字軍後方部隊は ガルニエ・デ・ナブルス総長率いるホスピタル騎士団で構成されていた。十字軍の隊列は12個の部隊に分けられ、それらの部隊の幾つかが集結して大きな5つの軍団を構成していた。しかしその軍勢の内訳や正確な所属名簿などは残っていない。また本隊とは別に、シャンパーニュ伯アンリ2世率いる別動隊が斥候として周辺の捜索を行い、リチャード王・フランス王国の全権公使ユーグ3世と彼らに選び抜かれた騎士部隊は十字軍の隊列に沿って前後に駆け巡り、サラディン軍の様子を確認すると共に自軍の隊列が命令通りに組まれているか確認していた。
サラディン軍の最初の攻撃は、十字軍の全部隊が野営地を出発し終わってから行われた。ムスリム軍は森林地帯から一斉に飛び出した。ムスリム軍の先鋒はベドウィン族・スーダン人の騎兵・歩兵とトルコ人弓騎兵からなる散兵集団であった。この散兵集団の背後には、サラディン配下のマムルークとクルド人部隊、そしてエジプト・シリア・メソポタミア諸侯の軍勢からなる重装騎兵部隊が控えていた。ムスリム軍は3つに分かれていた。右翼部隊・左翼部隊・中央部隊の3つである。サラディンは自分の周りに護衛部隊と軍楽隊をおいた上で、自身の旗印の下から自軍を指揮した。

### サラディンの攻勢

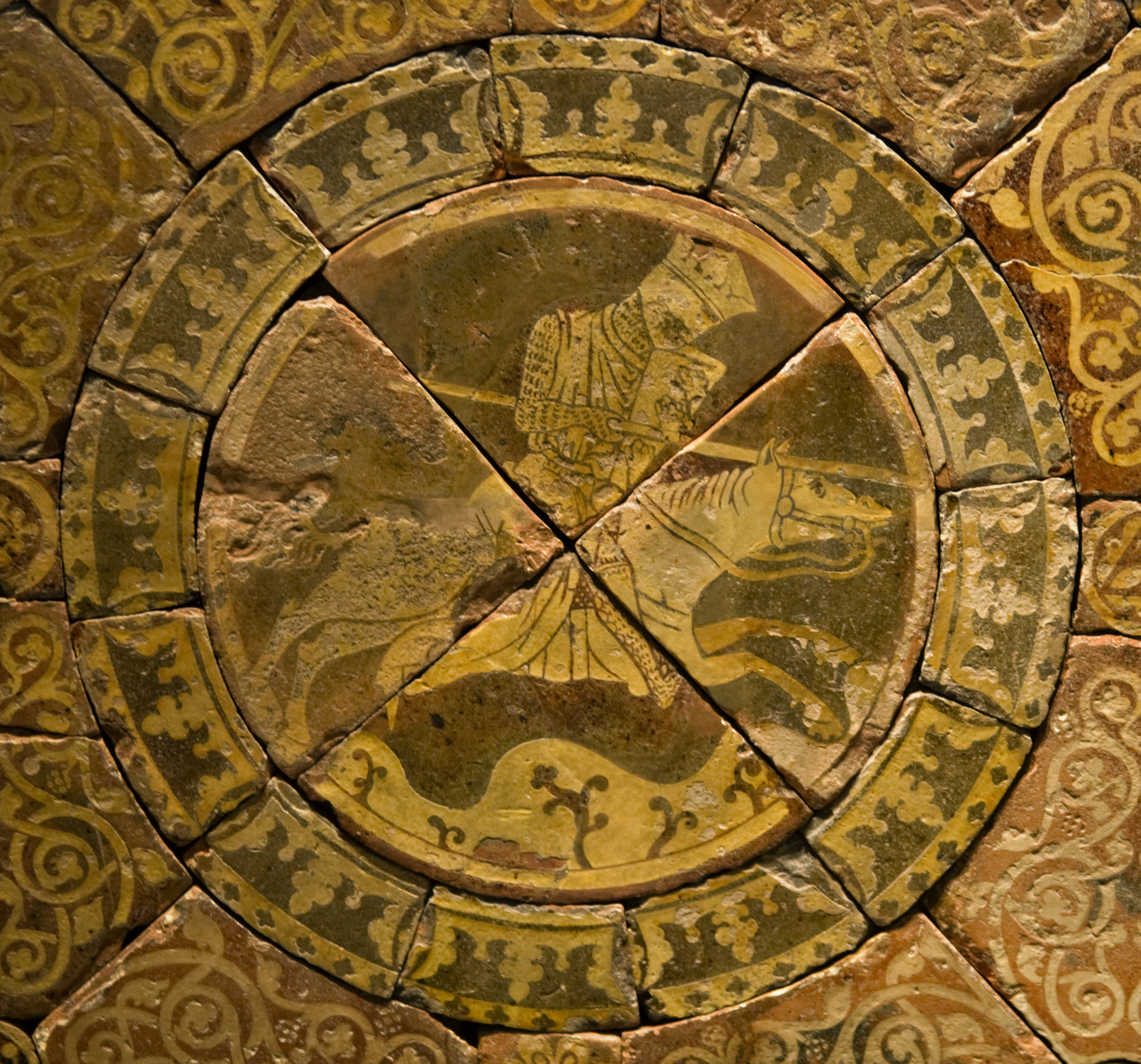
突撃するリチャード獅子心王

サラディンは十字軍部隊の結束を緩め、聖地奪還という強固な意思を突き崩すために、突撃の際に兵士たちにシンバルやゴングを鳴らさせ、トランペットを吹かせ、鬨の声を上げさせた。
"In truth, our people, so few in number, were hemmed in by the multitudes of the Saracens, that they had no means of escape, if they tried; neither did they seem to have valour sufficient to withstand so many foes, nay, they were shut in, like a flock of sheep in the jaws of wolves, with nothing but the sky above, and the enemy all around them."
今回のアイユーブ軍の攻撃はそれまでのものと同じような攻撃スタイルだった。『先鋒のベドウィン族・ヌビア人歩兵は矢やジャベリンを十字軍の戦列に見舞わせ、散開して後続の弓騎兵に道を譲る。そして弓騎兵はそのまま前進し、十字軍に矢の雨を見舞わせた後に方向転換して撤退する。』というよく訓練された作戦である。対する十字軍は、可能であればクロスボウ部隊で迎撃を試みた。しかしこの時十字軍指揮官に課された責務は単純なものであったとされ、歩兵部隊が敵の挑発に乗らないように後方に撤退させるだけでよかった。十字軍が挑発に乗らず思い通りにことが運ばなかったムスリム軍は、攻撃対象を十字軍後方部隊へと転換した。後方部隊のホスピタル騎士団はサラディン軍の強烈な圧力を喰らった。十字軍後方部隊のホスピタル騎士団はサラディン軍の猛攻にあった。この時ホスピタル騎士団は左側面・後方の2方面から攻撃されていたのかもしれない。ホスピタル騎士団の歩兵は彼らの戦列を整えるために後方に後退せざるを得なかった。サラディンは配下の兵士たちに近接攻撃を促すため、予備の軍馬を引いていた2人の従者と共に、自ら混戦の中に突撃した。サラディンの弟アル＝アーディルもまた、自軍を率いて最前線に突撃した。指揮官である2人の兄弟はクロスボウに射抜かれる危険を冒してまでして、果敢に戦闘に参加した。

### 騎士団の突撃
サラディンは十字軍の隊列を突き崩すことも、進撃を止めることもできなかった。リチャード王はムスリム軍の猛攻を耐え抜いた上で、何度も突撃を繰り返すムスリム軍を疲弊させ、その後適切なタイミングで集中的に反撃しようと考えていた。十字軍はムスリムの度重なる散兵攻撃に晒されていただけではなく、喉の渇きや砂漠の暑さにも苦しめられていたからだ。しかし、ムスリム軍は十字軍の多くの軍馬を殺したために、リチャード配下の騎士の中には計画している反撃を本当に行うことができるのか心配する騎士も出てくるほどであった。サラディンの猛攻で軍馬を失った騎士の多くも継続して戦闘に参加した。
サラディンの猛攻を喰らいながらも十字軍は進軍を続けた。そしてその日の午後に前方部隊がアルスフに辿り着いた。後方部隊では、ホスピタル騎士団のクロスボウ兵が後ろ向きに歩きながらクロスボウを敵に射掛け続けていた。ムスリムの猛攻を喰らい続けていた十字軍は、必然的に結束が緩んだ。十字軍の崩れた隊列を見たムスリム軍は、この好機を逃すまいと隊列の隙間に雪崩れ込み、剣やメイスを振り回した。アルスフ砦の廃墟に隊列の前方が差し掛かっていた十字軍から見ると、この戦いは野戦から包囲戦へと切り替わりはじめていた。ホスピタル騎士団総長ガルニエはリチャード王に対して、総攻撃の命令を下すよう何度も要請した。しかしそれらの要請はみな断られた。ガルニエ総長は配下の騎士団に対して、体勢を整えて総攻撃の合図まで待機するよう命じた。リチャード王は、アイユーブ朝の全軍がこの接近戦に参加し彼らの軍馬が疲弊しだす頃合いに総攻撃をかけるべきだと考えていたからだ。その後、十字軍はアイユーブ軍に対して突撃を開始した。この突撃はホスピタル騎士団の指揮官の1人とイングランド王国直属の騎士ボールドウィン・レ・カロンによって引き起こされた。この突撃は、十字軍の規律が緩んだことで起きたのか、はたまたリチャード王が彼らに指揮権を委譲したことで起きたのか、理由ははっきりしていない。彼らは聖ゲオルギオス!!!と叫びながらムスリム軍に突撃していったとされ、彼らの後に残りのホスピタル騎士団員が続いて突撃した。彼らの突撃に続いて、ホスピタル騎士団の前を進軍していたフランク人騎士たちも間髪入れずに突撃した。
彼らが突撃してしまった理由については複数の見解が存在する。その中でも伝承的に受け入れられている見解は、「度重なるムスリムの攻撃によりガルニエ総長の堪忍袋の尾が切れてしまい、結果、リチャード王の命令に背く形で突撃を開始した」というものだ。この見解に対する反論も存在する。この伝承的な見解は2つの文献の内容から構成されているが、それらの文献の内容はリチャード王の戦場での書状を含むその他の文献の内容と合致していないのだ。そして最近の研究により、新たな見解が発表された。その見解とは、「リチャード王は信頼のおける家臣に指揮権を委譲し、その家臣に対して最適なタイミングでムスリム軍に突撃するよう命じていた」というものだ。しかしこの見解でも疑問点が残っている。戦闘中、先述の通り、サラディンは軍楽隊にシンバルやゴングを鳴らさせて鬨の声も喚かせていたために、この戦場の騒音の中でサラディン軍のトランペットと十字軍のトランペットをどうやって聞き分けていたのかはっきりしていないからだ。

### 十字軍の反撃

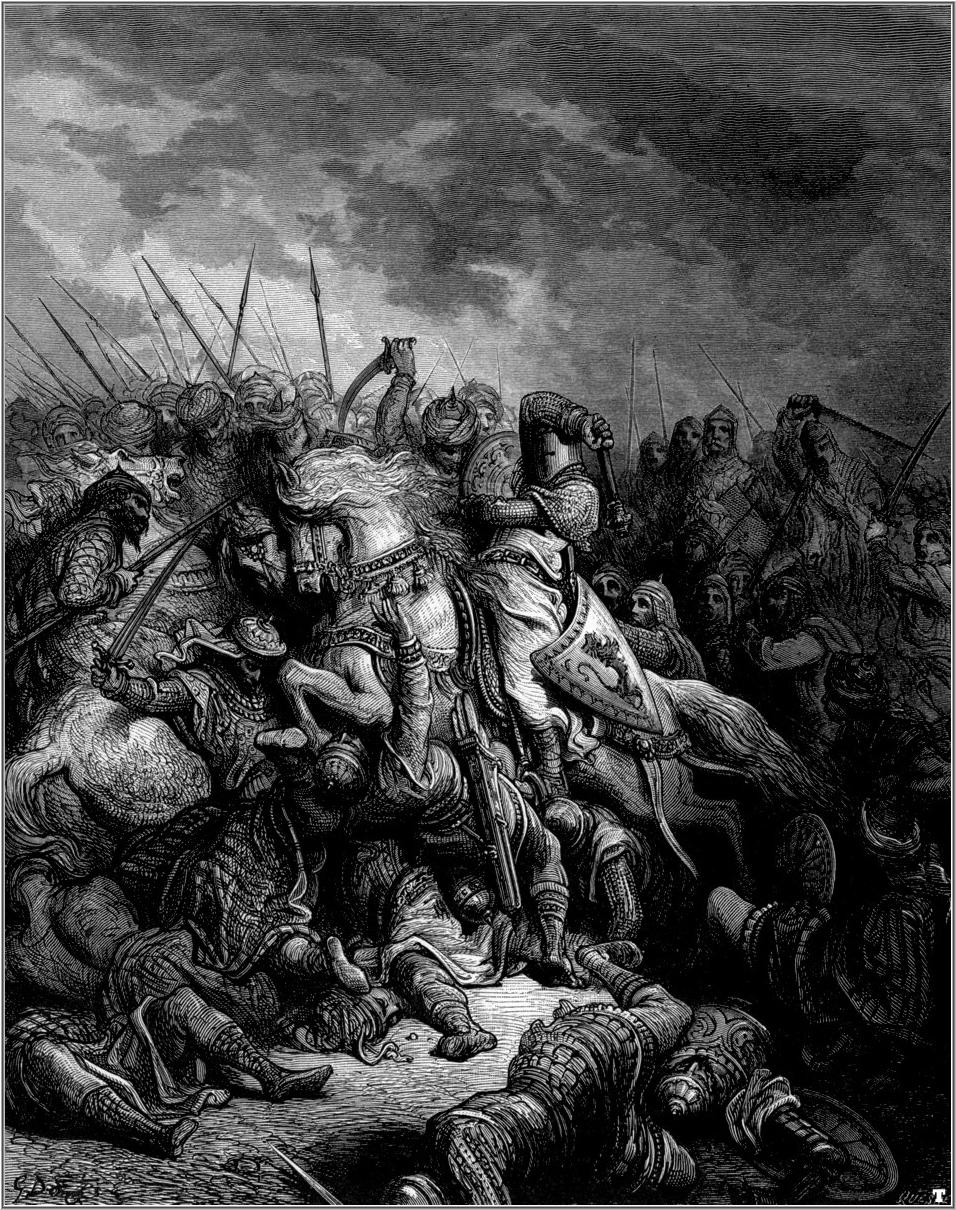
アルスフの戦いで対峙するリチャードとサラディン

もしこの十字軍の反撃がホスピタル騎士団の命令違反によるものであったならば、リチャード1世の作戦は水泡に帰したと言っても過言ではないだろう。はたまた、リチャードは家臣のボールドウィンに対して、反撃の機会を窺いチャンスがあれば突撃するように命じていたのかもしれない。どちらにせよ、一度反撃が始まってしまったならば、全軍をもってこの反撃を支援する必要があると認識していたリチャードは、全軍に総攻撃を下知し軍笛を鳴らさせた。もしリチャードの下知がなければ、最初に反撃したホスピタル騎士団たちは、数的に有利なムスリムの大軍に圧倒されてしまったであろう。反撃に参加したフランク人歩兵部隊はムスリムの隊列に裂け目を生じさせ、その裂け目からサラディン軍めがけて騎士が突っ込んでいった。両軍は全面衝突し、前方から後方にかけて階段状の戦列が自然と構成されていった。当時の歴史家でこの戦闘にも参加していたムスリムのベハ＝アッディーンによれば、消極的だった十字軍が突然怒涛の勢いで反撃してきたことで、ムスリム軍の兵士たちは怯えだったという。先入観に囚われた作戦の結果であるように見えたと彼は記している。
ムスリム軍の右翼部隊は、既に十字軍後方部隊と接近戦を繰り広げていたため、非常に密集した隊列を取っていた。それゆえに、十字軍の唐突な反撃を避けることができなかった。右翼部隊の弓騎兵ですら、十字軍に対して効率よく射撃するために、馬から降りて戦闘に参加していたほどであった。結果的に、サラディン配下のアイユーブ軍は、十字軍が進軍途中に受けた被害を大きく上回る規模の犠牲を被った。突撃を開始した騎士団の指揮官とボールドウィン・レ・カロンは非常に良いタイミングで反撃を行ったのだった。そしてベハ＝アッディーンはムスリム軍は壊滅したと記している。ベハの記述によれば、ベハはムスリム軍の中翼に属していた。しかし十字軍の反撃により中翼部隊が撤退し始めたことを受け、左翼部隊に加わり戦闘に参加しようと試みた。しかしその左翼部隊も慌てて撤退を開始していたのだった。右翼部隊も壊滅状態に陥っていたため、彼はムスリム軍の総大将サラディンの旗印を探した。しかし、サラディン本人の姿はなく、サラディンの旗印の下には、たった17人の護衛と1人虚しく太鼓を叩く軍楽隊の者しか残っていなかったのだった。
トュルク騎兵の戦法を熟知していたリチャード王は、約1.5キロほど追撃したところで全軍に攻撃停止の下知を下した。イングランド人とノルマン人を含む十字軍の右翼部隊（進軍の際は前方部隊を構成していた）はこの一斉反撃に参加せず、予備部隊としての準備を万全にしていた。そして反撃に参加していない残りの部隊は彼らを中心として再結集していた。十字軍からの反撃から逃げ延びたアイユーブ軍の兵士たちは、不用意にも彼らを先回りして待ち構えていた十字軍兵士たちを切り倒した。フレマン人の騎士ジャメス・ド・アヴェーヌはこの際に討ち取られた騎士としてよく知られている。また逃げ惑うアイユーブ軍の中で、サラディンの甥アル＝ムザファー・ウマル(en: Al-Muzaffar Umar)は十字軍に反撃を試みた勇敢な戦士として知られている。彼はスルターン護衛部隊のうち700騎ほどを率いて戦場に駆け戻り、リチャード王の率いる十字軍右翼部隊へと突撃した。リチャード王は戦闘後、配下の諸将に引き下がるように命じていたものの、ムザファーの反撃を受け、配下の騎士を引き連れて700騎のムスリム軍に突撃した。結果、ムスリム軍は再び破られ、撤退していった。
上述のように、リチャードはこのアルスフの戦いにおける中心人物であった。そんなリチャードに関する記述がラテン語文献『リチャード王の旅路』には以下のように記されている。
"There the king, the fierce, the extraordinary king, cut down the Turks in every direction, and none could escape the force of his arm, for wherever he turned, brandishing his sword, he carved a wide path for himself: and as he advanced and gave repeated strokes with his sword, cutting them down like a reaper with his sickle, the rest, warned by the sight of the dying, gave him more ample space, for the corpses of the dead Turks which lay on the face of the earth extended over half a mile."
追撃を終えバラバラになっていた十字軍の隊列を見たリチャード王は、大勝した後であるにもかかわらず、慎重な思考を経て再び隊列を整えさせた。アイユーブ朝の騎馬隊は旋回し隊列を整え、いまだに戦う気概を見せた。彼らはその後3度4度と十字軍に突撃したが、悉く打ち破られ、散り散りになってアルスフの森へと消えていった。リチャード王は配下の騎馬隊を率い、歩兵が陣地を構築しているアルスフ要塞へ向かい、その地で野営を張った。そしてその日の夜、戦場に残されたムスリム軍の死体は略奪された。

## 後日談

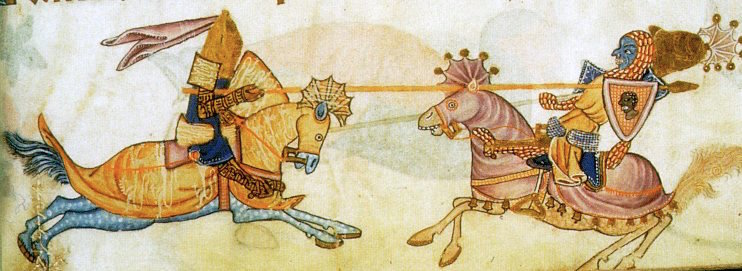
ムスリム兵と果敢に戦うリチャード獅子心王を描いた13世紀ごろの写本

中世の戦闘全般に言えることではあるが、戦闘における損害の規模を正確に特定するのは困難である。キリスト教徒側の年代記によれば、サラディン軍は32人のエミールと7,000人の兵士をこの戦いで失ったという。しかし、ムスリムの損害はもっと少なかった可能性もあり得る。アンブロワーズの言及によれば、戦後リチャード軍は戦場で数千ものムスリムの戦死者を数えたという。ベハ＝アッディーンの記録によれば、ムスリム軍の死者のうち、指揮官はたった3人だけであったという。Muske（クルド人の大アミール）、Kaimaz el Adeli、Lighushの3人である。一方の十字軍は、戦死者は700人以下であったとされ、そのうち指揮官はたった1人であった。撤退するアイユーブ軍を捕えようと不用意に先回りした挙句、逆に囲まれて殺害されたフレマン人の騎士ジャメス・ド・アヴェーヌである。アンブロワーズによれば、ジャメスは殺害されるまでに1人で15人のムスリムの騎士を倒したという。
アルスフでの戦いは第3回十字軍に大きな影響を与えた。アイユーブ軍は完全に崩壊したわけではなかったが、それなりの損害を被った上に撤退を強いられた。またこの戦いはムスリム世界においては非常に屈辱的な事件となり、逆に十字軍の士気は大いに高まった。現在の歴史家は、もしリチャードが自ら反撃のタイミングを図って総攻撃を指揮していたならば、この勝利はよりムスリム軍に対して効果的に影響を与えることができ、サラディンの軍勢をより長期にわたって再起不能な状態に陥らせることができたであろう、としている。アルスフでの敗戦後、サラディンは自軍を再結集し、これまでのように小規模な散兵による攻撃を続けたが、大した効果を発揮しなかった。大規模な会戦による甚大な被害を避けたかったのであろう。アルスフでの結果により、サラディンの不敗神話は打ち崩され、リチャード王の軍事的有能さが世に知らしめられた。その後リチャードは要衝ヤッファの攻略に成功し、聖地エルサレム奪還に大きく近づいた。そしてサラディンはさらなる撤退を強いられ、南パレスチナの要塞群のうち、守りきれないと考えた砦（アシュケロン・ガザ・Blanche-Garde・ロード・ラムラ）を次々と破壊していった。その後リチャード王はen: Deir al-Balahの要塞を占領した。この要塞はサラディン直属の守備隊が駐屯していた唯一の要塞であったため、サラディン軍の士気はみるみるうちに低下していった。リチャードは一連の遠征により、サラディンから聖地の地中海沿岸部を奪還することに成功した。十字軍は占領した港を通じてヨーロッパ中から支援を受けることが可能になり、サラディンのエルサレム防衛に大きな圧力を加えることができるようになったのだった。

### 1次資料
- Ambroise, The History of the Holy War, translated by Marianne Ailes, Boydell Press, 2003.
- Itinerarium Regis Ricardi Anonymous translation of Itinerarium Regis Ricardi, trans. In parentheses Publications, Cambridge, Ontario 2001; Nicholson, H (trans.) (1997) Chronicle of the Third Crusade: A Translation of the Itinerarium Peregrinorum et Gesta Regis Ricardi, Ashgate;ed. W. Stubbs 1864; ed. M. T. Stead 1920
- Baha al-Din ibn Shaddad's Rare and Excellent History of Saladin (his name is also rendered Beha al-Din and Beha Ed-Din), trans. C. W. Wilson (1897) Saladin Or What Befell Sultan Yusuf, Palestine Pilgrims' Text Society, London.

### 2次資料
- Bennett, Matthew. (1996) The Cambridge Illustrated Atlas of Warfare: The Middle Ages, 768-1487, Vol 1., Cambridge University Press
- Bennett, Stephen. (2017), The Battle of Arsuf/Arsur, A Reappraisal of the Charge of the Hospitallers. The Military Orders Volume 6.1 Culture and Conflict in the Mediterranean World. Abingdon, UK: Routledge, pp. 44-53.
- Bennett, Stephen (2021). Elite Participation in the Third Crusade. Woodbridge: Boydell & Brewer. ISBN 978-1783275786
- Boas, Adrian (ed.) (2015) The Crusader World, Routledge, ISBN 9781315684154
- Gillingham, John (1978). Richard the Lionheart. London: Weidenfeld & Nicolson. ISBN 0-297-77453-0
- Lev, Y. (1997) War and Society in the Eastern Mediterranean 7th–15th Centuries. Leiden.
- Nicholson, H. J. (ed.)(1997), The Chronicle of the Third Crusade: The Itinerarium Peregrinorum et Gesta Regis Ricardi, Ashgate.
- Oman, Charles William Chadwick. (1924) A History of the Art of War in the Middle Ages Vol. I, 378–1278 AD. London: Greenhill Books; Mechanicsburg, Pennsylvania: Stackpole Books, reprinted in 1998.
- Parry, V. J. & Yapp, M. E. (1975) War, Technology and Society in the Middle East.
- Runciman, S. (reprinted 1987) A History of the Crusades: Volume III, The Kingdom of Acre and the Later Crusades, Cambridge University Press Archive.
- Smail, R. C. (1995). Crusading Warfare, 1097–1193 (2nd ed.). New York: Cambridge University Press. pp. 162–165. ISBN 0-521-48029-9
- Sweeney, J. R. (1981) Hungary in the Crusades, 1169–1218. The International History Review 3.
- Verbruggen, J. F. (1997) The Art of Warfare in Western Europe During the Middle Ages: From the Eighth Century to 1340. Boydell & Brewer.
- van Werveke, H. (1972) The Contribution of Hainaut and Flanders in the Third Crusade. Le Moyen Age 78.

## 関連文献
- DeVries, Kelly (2006). Battles of the Medieval World. New York: Barnes & Noble. ISBN 0-7607-7779-9
- Evans, Mark (August 2001). “Battle of Arsuf: Climactic Clash of the Cross and Crescent”. Military History.
- Nicolle, David (2005). The Third Crusade 1191: Richard the Lionheart and the Battle for Jerusalem. Osprey Campaign. 161. Oxford: Osprey. ISBN 1-84176-868-5
- Nicolle, David (26 March 1986). Saladin and the Saracens. London: Osprey. ISBN 0-85045-682-7